# Vágóhíd utcai Stadion
Vágóhíd utcai Stadion – wielofunkcyjny stadion w Debreczynie, na Węgrzech. Został otwarty w 1922 roku. W latach 1922–1979 oraz 1989–1993 swoje spotkania na stadionie rozgrywali piłkarze klubu Debreceni VSC, w latach 1926–1934 grali tutaj także zawodnicy Bocskay FC. Po przenosinach na Oláh Gábor utcai Stadion w 1993 roku Debreceni VSC jeszcze przez długi czas wykorzystywał ten obiekt do celów treningowych, jednak po otwarciu wiosną 2013 roku Debreczyńskiej Akademii Piłkarskiej (Debreceni Labdarúgó Akadémia) stadion został całkowicie opuszczony. Pod koniec 2013 roku rozebrano trybunę główną stadionu. Pojemność obiektu w przeszłości szacowano na 10 000 widzów, choć widownia czasem dochodziła nawet do 15 000 widzów.